# إيملي تشو
إيملي تشو (بالإنجليزية: Emily Chu)‏ هي ممثلة أمريكية، ولدت في 31 أكتوبر 1960 في تايبيه في تايوان.

## أعمال

### أفلام
- (1986) غد أفضل

## وصلات خارجية
- إيملي تشو على موقع IMDb (الإنجليزية)
- إيملي تشو على موقع قاعدة بيانات الفيلم (الإنجليزية)